# Santa Bàrbara
Santa Bàrbara är en kommun i Spanien.   Den ligger i provinsen Província de Tarragona och regionen Katalonien, i den östra delen av landet, 400 km öster om huvudstaden Madrid. Antalet invånare är 3 898. Arean är 28,2 kvadratkilometer. Santa Bàrbara gränsar till Tortosa, La Galera, Mas de Barberans, Roquetes och Masdenverge. 
Terrängen i Santa Bàrbara är platt.